# شاباتس
شاباتس هي مدينة في صربيا الغربية على طوال نهر سافا. وهي المركز الإداري لمقاطعة ماتشفا . يبلغ عدد سكانها 52٬822 في عام 2011 في حين أن عدد سكان المقاطعة هو 115.347. حصلت ساباتش على امتيازاتها كمدينة في 2007 بعد إعادة بناء جزئية للإدارة المحلية في صربيا.

## النقل

### الطرق
- الطرق الرئيسية 59.9 كم(أسفلت)
- الطرق الإقليمية 111.4 كم(أسفلت)
- الطرق المحلية 304.2 كيلومتر (187.8 كم أسفلت)
- الطرق غير التقليدية 2700 كيلو متر (20 كم أسفلت)
- شوارع المدينة 105 كم

### السكك الحديدية
ويربط خط السكة الحديد من خلال شاباك برما وعبر شاباك يمر بلوزنيتسا وزفورنيك إلي نهر درينا ويربط صربيا بالبوسنة والهرسك. والفرع الذي كان يربط هذا الخط مع بوجاتيك تم اغلاقه. وتستخدم السكك الحديدية لنقل البضائع والمواد الخام (لمصنع زوركا ونقل الركاب لا يكاد يذكر.

## توأمة
لشاباتس اتفاقيات توأمة مع كل من:
- Kralupy nad Vltavou [الإنجليزية]‏
- أرغوستولي
- فوجيمي
- كريات آتا

## أعلام
- دوبريفوي تريفيتش
- ألكسندر راشيتش
- نيمانيا ماتيتش
- ميروسلاف دوكيتش
- أوليفر ستيفيتش

## وصلات خارجية
- الموقع الألكتروني لشاباك